# 전통 연합주의자의 목소리

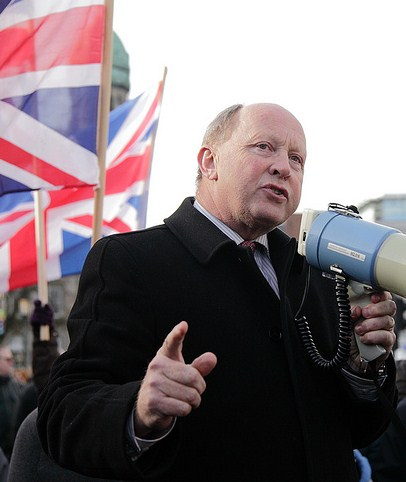

전통 연합주의자의 목소리(영어: Traditional Unionist Voice, TUV)는 영국 북아일랜드의 보수 정당으로 2007년에 창당했다. 현재 북아일랜드 정당 중에서 가장 규모가 작은 편이다.